# Doma y castración del Reino de Galicia
L'espressione "Doma y castración del Reino de Galicia" (lett. "addomesticamento e castrazione del Regno di Galizia") attribuita da Castelao a Zurita è uno dei più fecondi luoghi comuni della storia della Galizia. 

## Origini dell'espressione
L'espressione parte da un discorso parlamentare sul "Progetto di Costituzione", ovvero il seguente:
Anche se questo è il primo uso dell'espressione documentata, è il commento fatto in Sempre en Galiza quello che avrebbe segnato le generazioni di galleghisti:
Ascoltate ciò che dice Santillana: "...non molto tempo fa tutti coloro che fossero stati trovatori di queste parti, fossero ora castigliani, andalusi o estremaduregni, componevano tutte le loro opere in lingua galiziana o portoghese". È stato necessario eseguire una "doma y crastración de Galicia" (parole di Zurita, cronista dei Re Cattolici) affinché noi mutassimo; ma la nostra lingua ha proseguito il suo cammino fiorendo in Portogallo, e il popolo galiziano non volle dimenticarla."

Sia l'ambiguità del testo che le interpretazioni posteriori avrebbero dato luogo a una confusione in cui si vennero a sommare in un unico atto di "doma y castración" un insieme di fatti separati, i quali non tutti furono influenzati dai re cattolici:
- Il declino della letteratura galiziano-portoghese intorno all'anno 1350
- La centralizzazione amministrativa e il controllo del Regno di Galizia che si dà come conclusa con il viaggio a Santiago di Compostela dei Re Cattolici nel 1486.
- L'assunzione del castigliano come lingua delle classi elevate e dell'amministrazione iniziata già nel XIII secolo e che avanzava man mano in diversi campi e non ancora terminata.

Una citazione originale e completa di Zurita dice:
La Galizia si ridusse alle leggi della giustizia, dove il re poneva le sue audiencias. A quel tempo si cominciò a domare quella terra di Galizia, dato che non solo i suoi signori e i cavalieri, ma tutte le genti di quella nazione erano gli uni contro gli altri molto pericolosi e guerrieri, e vedendo ciò che succedeva dal conte - allora signore di quel regno - si andavano appianando e riducendo le leggi della giustizia nel rigore del castigo. Il re dalla Galizia ritornò a Salamanca alla fine del mese di novembre, e da quella città venne mandata la sua audiencia reale costituitasi in Galizia, affinché risiedesse in quel regno e con l'autorità dei governatori  e giudici che lì presiedevano e con rigorosa procedura si venne ad amministrare la giustizia; e l'arcivescovo di Santiago affida loro la sua chiesa essendo passato per lo stato del conte di Lemos e per tutte le altre terre dei signori che vi trovano prima di arrivare al suo arcivescovato senza ricevere uditori: così duri e ostinati erano nel porre il freno e arrendersi alle leggi che li avrebbe ridotti alla pace e alla giustizia, tanto necessaria in quel regno, prevalendo in esso le armi e i suoi bandi e i continui conflitti, da cui ne conseguivano molti gravi e atroci delitti e devastazioni. Per questo e per sistemare altre cose, si fermarono alcuni giorni il re e la regina nella città di Salamanca.